# دنيا بوتازوت
دنيا بوتازوت (مواليد 13 يونيو 1981) هي ممثلة مغربية. شاركت في مجموعة من المسلسلات والأفلام المغربية.

## مسيرتها
تخرجت دنيا بوتازوت من المعهد العالي للفن المسرحي والتنشيط الثقافي، وسجلت بداياتها الفنية على خشبة المسرح بمسرحية «Rouge + bleu = violet» وهو أول عرض لها بعد التخرج سنة 2006. التحقت بعد ذلك بفرقة تانسيفت سنة 2008، وشاركت في مسرحية «كيف طوير طار». وكان آخر عمل مع هذه الفرقة تحت عنوان: «ناكر لحسان».
وأول أعمالها التلفزيونية كانت سنة 2005 رفقة الفنان حسن الفد من خلال الشانيلي تي في وكانت أول تجربة احترافية لها فقد فتحت لها آفاقا واسعة في الدراما التلفزيونية. وسطع نجمها بحضورها القوي والمتميز في العديد من الأعمال الدرامية، من بينها سلسلات، سيتكومات ومسلسلات تلفزيونية ومسرحيات، وخصوصا حضورها اللافت في سيتكوم ياك حنا جيران سنة 2011. وهي معروفة بالارتجال بالرغم من وجود حوار مدون.
في عام 2018، شاركت في تنشيط برنامج «للا لعروسة» الموسم 12.

## خرق القانون
خلال شهر أبريل 2016 عرفت دنيا انتقاد من طرف الفنانين والشعب المغربي بعد أن خرقت الصف في إحدى المقاطعات بمدينة الدار البيضاء مما أدى لتشابك بالأيدي بينها وبين مواطنة مغربية قامت بضربها.

## قائمة أعمالها الفنية
من الأعمال التي شاركت فيها:
- شانيلي تي في 2005
- سعدي ببناتي 2009
- عقبة ليك (فيلم) 2009
- عقبة ليك (مسلسل) 2010
- مسرحية ناكر لحسان 2011
- مسرحية «كيف طوير طار»
- ياك حنا جيران 2010 (ضيفة شرف الجزء الأول)
- ديما جيران 2011
- كلنا جيران 2012
- صفي تشرب (فيلم) 2012
- بيه فيه (سيتكوم) 2012
- دور بيها يا الشيباني (سيتكوم) 2013
- ساعة في الجحيم (السيد الحامل-ضيفة شرف)
- لكوبل 2013
- لكوبل، ج 2 2014
- سلامة ريحانة 2014
- كنزة فالدوار 2014
- مسك الليل 2014
- نايضة فالدوار 2015
- فالصالون 2015
- مسرحية دارت بينا الدورة 2015
- مسرحية ميعادنا العشا 2015
- دار الغزلان (مسلسل) 2015
- أنا و منى و منير 2016
- لوبيرج (سيتكوم) 2016
- دار الغزلان (مسلسل) ج2 2017
- الكونطابل 2017
- الخاوة2017
- ساكن و مسكون (مسلسل) (ضيفة شرف الحلقة الآخيرة)
- ذاكرة حب (فيلم) 2017
- صرخة من عالم آخر 2018
- التقشيرة (فيلم) 2019
- بنت باب الله (مسلسل) 2019
- بنات العساس 2021
- كلنا مغاربة 2021
- لمكتوب 2022

- إيلا ضاق الحال  2023
- جوج وجوه  2024
- النسيبة (فيلم) 2024
- يوم ملقاك 2025
- الدم المشروك 2025

## البرامج
- برنامج تغريدة ضيفة
- برنامج رشيد شو ضيفة
- برنامج مستر شاف النجوم مشتركة
- برنامج لالة لعروسة ضيفة شرف

## روابط خارجية
- دنيا بوتازوت على موقع IMDb (الإنجليزية)
- دنيا بوتازوت على موقع قاعدة بيانات الأفلام العربية
- دنيا بوتازوت على موقع قاعدة بيانات الفيلم (الإنجليزية)
- دنيا بوتازوت على موقع كينوبويسك (الروسية)
- دنيا بوطازوت